# Рамсер, Стивен
Стефан Додсон Рамсер (англ. Stephen Dodson Ramseur; 31 мая 1837 — 20 октября 1864) — американский офицер, один из самых молодых генералов армии Конфедерации в годы американской Гражданской войны. Был смертельно ранен в сражении на Кедровом Ручье в долине Шенандоа.

## Ранние годы
Додсон Рамсер обычно не использовал своё первое имя и близкие друзья звали его «Дод». Он родился в Линкольнтоне, штат Северная Каролина, в семье Джекоба Эйбла и Люси Мэйфилд Додсон Рамсер. Семья Рамсеров имела немецкое происхождение, их предок — Дидрих Рамсер, переселился в 1750 году из Пеннсильвании в Северную Каролину во время массового переселения пеннсилвьанских немцев. Предки Рамсера построили мельницу на реке Кларкс-Крик, около которой 20 июня 1780 года произошло сражение у Рамсерс-Милл.
Он приходился родственником будущим генералам Конфедерации Джону Горацио Форнею и Уильяму Форнею. Рамсер окончил Дэвидсон-Колледж, где его обучал математике Дэниель Харви Хилл, также будущий генерал. Рамсер поступил в академию Вест-Пойнт и жил в одной комнате с Уэйдом Гиббсом, известным своей дуэлью с Эмори Аптоном. Рамсер окончил академию в 1860 году 15-м из 45-ти кадетов и был определен временным вторым лейтенантом в 3-й и 4-й артиллерийские полки как раз перед самым началом Гражданской войны. 1 февраля 1861 года он успел получить постоянное звание второго лейтенанта.

## Гражданская война
Рамсер не стал дожидаться сецессии Северной Каролины. 6 апреля 1861 года он уволился из рядов армии США и вступил в армию Конфедерации в Алабаме, откуда позже перевелся в 10-й полк северокаролинского ополчения. 20 мая 1861 года он командовал шестью орудиями у северокаролинского Капитолия, залп которых объявил о сецессии штата. 27 мая 1861 года он стал подполковником 3-го северокаролинского пехотного полка, но в июле сломал ключицу во время падения с лошади и выбыл из строя до весны 1862 года.
Когда началась кампания на полуострове, Рамсер командовал артиллерией в дивизии генерала Джона Магрудера, однако 12 апреля был избран полковником 49-го северокаролинского пехотного полка. Он участвовал в Семидневной битве и его первым боевым испытанием стало сражение при Малверн-Хилл, где он повёл полк в безрезультатную атаку на сильные позиции противника и был тяжело ранен в правую руку. Рука была изуродована и парализована, и Рамсер вернулся домой для выздоровления. Он вернулся в строй уже после энтитемского сражения и стал командиром северокаролинской бригады в дивизии Роберта Родса (Это была бывшая бригада Джорджа Андерсона, погибшего при Энтитеме). 1 ноября 1862 его повысили до бригадного генерала, и в итоге в свои 25 лет он стал самым молодым на тот момент генералом армии Конфедерации. Это было удивительно быстрое продвижение по службе для офицера, который пропустил так много сражений, но генерал Ли был сильно впечатлён его действиями при Малверн-Хилл.

### 1863
В начале 1863 года бригада Рамсера состояла из 4-х полков:
- 2-й Северокаролинский пехотный полк: пл. Уильям Кокс
- 4-й Северокаролинский пехотный полк: пл. Брайан Граймс
- 14-й Северокаролинский пехотный полк: пл. Тилер Беннетт
- 30-й Северокаролинский пехотный полк: пл. Фрэнсис Паркер

Рамсер участвовал в сражении при Чанселорсвилле и его бригада участвовала в знаменитой атаке Джексона во фланг федеральной армии. Она стояла во второй линии дивизии Роудса, позади бригады Колкитта, в качестве резерва. По ходу атаки бригады Колкитта и Рамсера были развернуты на юг для отражения возможной кавалерийской атаки и оказались таким образом выведенными из боя. Джеб Стюарт, временно командующий корпусом после ранения Джексона, рекомендовал Рамсера к повышению до генерал-майора. Однако, атака Рамсера была слишком агрессивной: бригада выбилась из фронта, обнажив фланги, и быстро израсходовала боеприпасы. В том бою его бригада понесла самые высокие потери — более половины своего состава. На следующий день Рамсер был снова ранен, на этот раз в ногу.
В сражении при Гетисберге 1 июля 1863 года бригада Рамсера была одной из пяти бригад, которые Роудс повел в атаку на правый фланг федерального I-го корпуса. Она была самой маленькой в дивизии, около 1000 человек, и состояла из 4-х полков: 14-го, 30-го, 2-го и 4-го северокаролинских. Сначала бригада шла в резерве, но после неудач бригад Иверсона и О’Нила Роудс приказал бросить эту бригаду в бой, чтобы не дать наступлению заглохнуть. Вместо того, чтобы повторять лобовые атаки Иверсона, Рамсер обошёл фланг противника, опрокинул его и отбросил в город. Его задача упрощалась тем, что к моменту атаки перед ним осталась всего одна бригада противника, почти израсходовавшая патроны. Бригада преследовала противника до подножия Кладбищенского холма, и только там Рамсер остановил преследование. На этом его участие в сражении закончилось: дивизия Роудса не была задействована в боях 2-го и 3-го июля, а затем отступила в Вирджинию со всей остальной армией. Рамсер взял отпуск и уехал домой, где женился на Эллен «Нелли» Ричмонд. Они провели вместе три месяца в армейском зимнем лагере.

### 1864

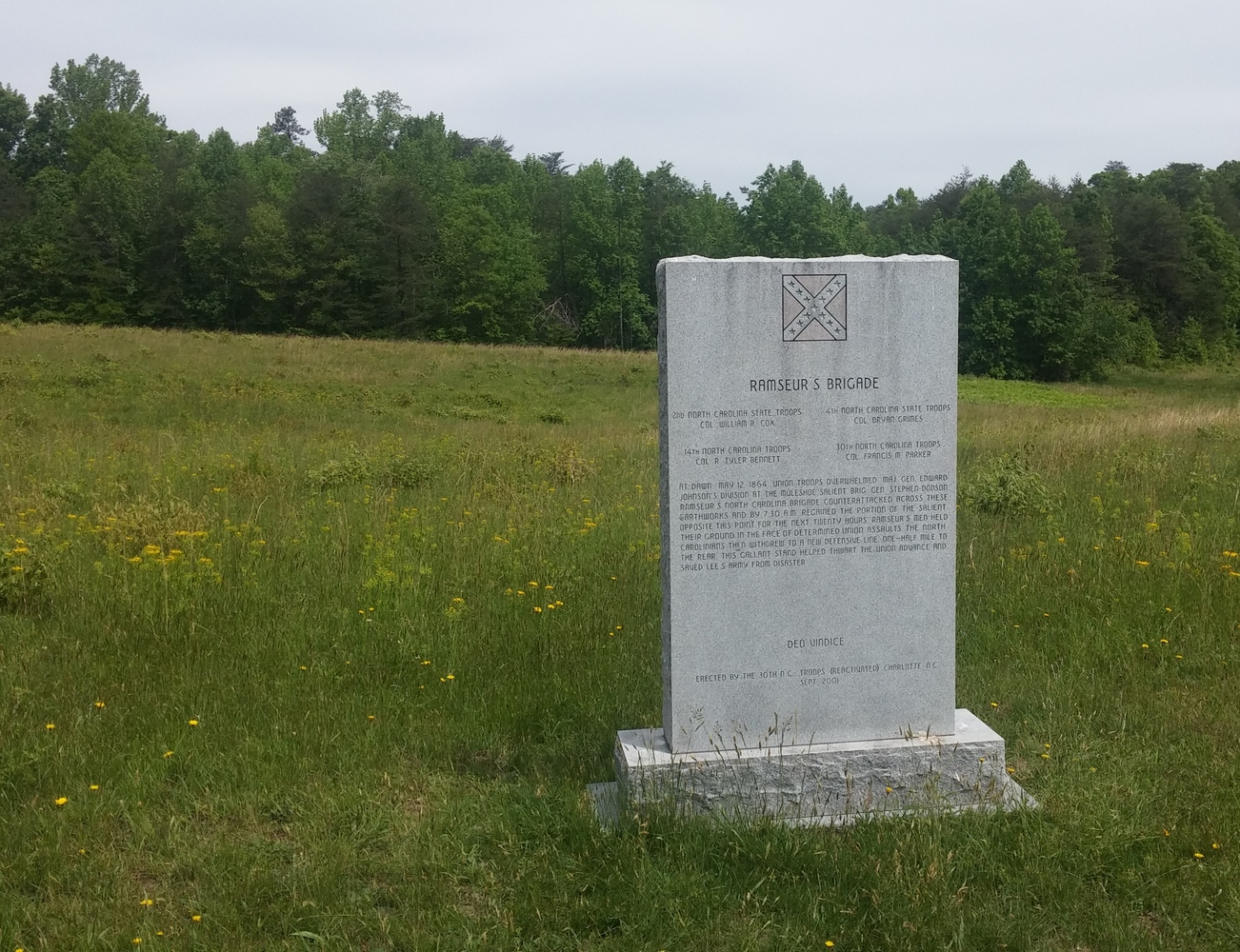
Памятник бригаде Рамсера на поле боя при Спотсильвейни.

В сражении в Глуши Рамсер снова находился в резерве. 7 мая 1864 года его бригада была послана в атаку на IX корпус Бернсайда. Однако самое известное достижение бригады Рамсера — это её оборона «подковы мула» в бою 12 мая под Спотсильвейни. Когда федеральная бригада Хэнкока ворвалась в траншеи конфедератов и уничтожила дивизию Джонсона, бригада Рамсера была послана в контратаку вместе с бригадами Гордона. Федералов удалось оттеснить на север, но в этот момент с запада пошёл в атаку корпус генерала Райта. Силами целого корпуса Райт атаковал участок, вошедший в историю как «Кровавый Угол», который обороняли бригады Рамсера и Макгоуэна. Бой продолжался 20 часов, Рамсер снова получил пулю в правую руку и упал с лошади, но отказался покинуть поле боя.
После Спотсильвейни генерал Джубал Эрли временно принял командование над корпусом Юэлла, и Рамсер стал командовать его дивизией. 1 июня 1864 он получил временное повышение до генерал-майора и стал самым молодым выпускником Вест-Пойнта ставшего генерал-майором в армии Конфедерации. В июне 1864 он принял участие в сражении при Колд-Харборе.
После Колд-Харбора генерал Ли послал Рамсера и остальные дивизии корпуса Эрли в долину Шенандоа, чтобы остановить наступление федералов на Ричмонд. Корпус провел удачное наступление вниз по долине, вошёл в Мэриленд и вышел к пригородам Вашингтона, откуда вынужден был отступить. Грант послал Шеридана и 19 сентября 1864 года тот атаковал конфедератов в сражении при Опеконе, известном также как третье сражение при Винчестере. Атака федералов опрокинула дивизию Рамсера, который, по слухам, зарыдал от отчаяния. Роберт Родс погиб в этом сражении.

### Седар-Крик и гибель
Через месяц после Опекона, 19 октября, Эрли неожиданно напал на Шеридана у Кедрового Ручья и обратил в бегство две трети федеральной армии. Однако, его солдаты были голодны и измотаны, и порядок нарушился, когда они начали грабить федеральный лагерь. Рамсер сумел собрать несколько сотен человек из своей дивизии и они встали в центре позиции как раз в том момент, когда Шеридан бросил свои части в контратаку. Рамсер храбро руководил боем, но он был верхом на коне и представлял собой удобную цель. Под ним погибло три лошади, он взял третью и в этот момент пуля пробила ему легкие и он упал. Позже он был захвачен в плен федеральным капралом Фредом Лайоном, которого наградили за это серебряной медалью Конгресса.
Джон Гордон впоследствии писал:

Когда генерал Рамсер собрался идти в бой во главе своей славной дивизии, он сказал мне: «Что ж, генерал, сегодня я получу свой отпуск». Я не знал, что это значит. Я не спрашивал, что это значит. Было не время для вопросов. Но вскоре стало известно, что отпуск получен. Оно пришло не по почте и не по телеграфу из военного департамента в Ричмонде, а со стороны голубых линий на его фронте, прилетело вместе с пулями. Храбрый солдат, джентльмен с благородным сердцем, любящий муж, он ушел в отпуск — вечный отпуск от всех земных сражений и тревог.
Оригинальный текст (англ.)– As General Ramseur was ready to ride into battle at the head of his splendid division, he said to me, "Well, general, I shall get my furlough to-day." I did not know what he meant. I did not ask what he meant. It was not a time for questions. But speedily the message came, and his furlough was granted. It came not by mail or wire from the War Department at Richmond, but from the blue lines in his front, flying on the bullet's wing. The chivalric soldier, the noble-hearted gentleman, the loving husband, had been furloughed--forever furloughed from earth's battles and cares. 
— Мемуары Джона Гордона
На следующий день Рамсер умер около Мидоу-Милз, в штабе Шеридана на плантации Бел-Гров. Последними его словами были: «Передайте моей дорогой жене — я умираю христианином и надеюсь встретить её на небесах». Ещё за день до сражения он узнал о рождении дочери. Рамсера похоронили в Линкольнтоне на епископальном кладбище Святого Луки.
В честь генерала назван город Рамсер на востоке округа Рандолф, в штате Северная Каролина.